# Luciano Rondinella
Luciano Rondinella (Napoli, 24 dicembre 1933 – Napoli, 28 giugno 2020) è stato un cantante, attore e imprenditore italiano.

## Biografia
Figlio d'arte, proveniva da due famiglie storiche del teatro e della musica napoletana: i suoi genitori erano Maria Sportelli, figlia di Giacomo e sorella dell'attore Franco, e Francesco Rondinella, in arte Ciccillo. Era fratello minore del più famoso Giacomo.
Cominciò a cantare da bambino entrando nel coro parrocchiale e, dopo aver perfezionato la voce, esordì a soli 17 anni nel 1950.
Debuttò come attore nel 1954 in una compagnia di rivista accanto a Nino Besozzi e nello stesso anno partecipò al film L'oro di Napoli di Vittorio De Sica.
Qualche anno dopo venne scritturato da Garinei e Giovannini in una delle loro famose commedie musicali: L'adorabile Giulio, con Carlo Dapporto e Delia Scala.
Dotato di una voce calda ed estesa, simile a quella del fratello, raggiunse la popolarità al Festival di Napoli 1959 con il brano Primmavera. L'anno precedente aveva interpretato il film musicarello Sorrisi e canzoni al fianco di Maria Fiore. Nel frattempo aveva lasciato l'etichetta discografica Vis Radio per passare alla Philips.
Nel 1960 si aggiudicò il Festival Internazionale di Firenze con il brano Rondini fiorentine in coppia con Narciso Parigi e prese parte alla Sei Giorni della Canzone con il motivo Olimpya in Rome. Nel 1961 giunse in finale a Canzonissima con la celebre canzone Santa Lucia. Nello stesso anno debuttò al Festival di Sanremo con la canzone Che freddo, eseguita in abbinamento con Edoardo Vianello. Nel corso della sua carriera incise dischi per le etichette Italbeat, Hello, Fontana, Vis Radio e Philips.
L’attività artistica di Luciano Rondinella si è poi sviluppata a tutto campo: egli fu infatti attivissimo anche come operatore, produttore, organizzatore di eventi.
Negli anni 70 fondò le Edizioni Musicali Rondinella con la annessa casa Discografica Hello e si impegnò nel rilancio e restauro del Teatro Bellini negli anni ’80.
Fu inoltre imprenditore di successo alternando diverse importanti attività nella sua città.
Nel 1977 aprì uno dei primi negozi di importazione diretta di dischi con postazioni d'ascolto e promozione di concerti "Top Music" fino al 1992.Nello stesso anno 1977 produsse dischi per Mario Merola,Antonio Buonomo e Nino Minieri.Lancio' il cantautore nolano Nino Minieri nel CANTAGIRO 1977 producendo un disco a 45 giri che comprendeva due canzoni scritte da Minieri. Sul lato A mise VAI VIA CON LUI con la quale Minieri stravinse in ben 19 tappe nel CANTAGIRO 1977 e sul lato B venne messa l'altra canzone T'HO TELEFONATO.Durante quel CANTAGIRO i famosi discografici MICOCCI E MONDELLA dell IT RCA proposero a Rondinella di ingaggiare Nino Minieri con la loro etichetta celebre ItRCA ma Luciano Rondinella,rifiuto' la proposta,solo per DISPETTO.Infatti,la IT RCA secondo le affermazioni di Rondinella,non aveva distribuito bene un disco di MARIO MEROLA,e per questa ragione,Luciano Rondinella rifiuto' la proposta di far passare NINO MINIERI dalla HELLO alla IT RCA. volendo dimostrare alla RCA che con la sua etichetta ARPA e poi HELLO sarebbe riuscito a sconfiggere il gigante RCA che in quegli anni dominava la scena discografica italiana ed europea. Tale rifiuto,creo' grandi problemi nelle successive tappe del Cantagiro 1977,perché la IT RCA non poteva accettare di vedere vincitore Minieri in tutte le tappe,oramai VAI VIA CON LUI era diventato il TORMENTONE DELL'ESTATE 1977,in ogni radio libera si ascoltavano principalmente TI AMO di Umberto Tozzi e VAI VIA CON LUI di NINO MINIERI(https://www.youtube.com/user/ninominieri ).per cui,la RAI non fece la diretta e neanche la differita di quella storica edizione.Nino Minieri,desiderava passare con la IT RCA ma quando Rondinella decise di rifiutare,Minieri lascio' l'etichetta ARPA di Rondinella.Nel giorno che la IT RCA propose a Micocci e Mondella a Minieri di passare con la IT RCA c'era presente in albergo anche GILDA GIULIANI che ascolto' la conversazione,la stessa GIULIANI lanciava in quel CANTAGIRO 1977 un brano di CLAUDIO BAGLIONI intitolato IO ME NE ANDREI. Micocci e Mondella,desideravano lanciare Minieri come avevano fatto con MORANDI,VIANELLO ecc. ma visto il rifiuto di RONDINELLA,la IT RCA decise di lanciare Francesco De Gregori ,Lucio Dalla,e RINO GAETANO.
Nel 1993 inaugurò il ristorante-palcoscenico  "Girulà  "- definito  "la casa della canzone napoletana" - un accogliente ritrovo al centro di Napoli sulla cui pedana fino al 2007, tra ricordi del passato, foto e locandine d’epoca, transitarono grandi nomi della canzone e del teatro tra i quali Roberto Murolo, Carlo e Aldo Giuffrè, Elio Pandolfi e tanti altri.
Le sue tre figlie hanno seguito la vocazione artistica di famiglia: Clelia è attrice (è stata anche al fianco di Massimo Troisi in Le vie del Signore sono finite) mentre Amelia e Francesca hanno formato un apprezzato duo chiamato per l'appunto "Le Rondinella" proseguendo e rinnovando la tradizione della canzone napoletana anche oltre i confini nazionali.

## Discografia parziale

### Singoli
- 1957: Nnammurate dispettuse/Si comm''a n'ombra (Vis Radio, Vi 5848)
- 1957: Lazzarella/Passiggiatella (Vis Radio, Vi 5862)
- 1957: Cantammola sta canzone/Felicità (Vis Radio, ViMQN 36040)
- 1957: Lazzarella/Passiggiatella (Vis Radio, ViMQN 36041)
- 1957: Napule sole mio/'Nnammurate dispettuse (con Gloria Christian) (Vis Radio, ViMQN 36042)
- 1958: Napule 'mbraccia a te/'O cantastorie (Philips, 363 360 PF)
- 1959: Primmavera/Vieneme 'nzuonno (Philips, 363 405 PF)
- 1959: Sì tu/'Mbraccio a te (Philips, 363 406 PF)
- 1959: Sarrà chi sa!/Suonnate a me (Philips, 363 422 PF)
- 1959: Viento/Pe' tutta 'a vita (Philips, 363 449 PF)
- 1960: Chiove/Autunno (Philips, 363 452 PF)
- 1960: A come amore/Splende il sole (Philips, 363 458 PF)
- 1960: Non sei felice/È mezzanotte (Philips, 363 459 PF)
- 1960: Serenata a Margellina/Uè uè che femmena (Philips, 363 501 PF)
- 1960: Rondini fiorentine/Il ponte (Philips, 363 504 PF)
- 1961: Che freddo/Mandolino mandolino (Philips, 363 531 PF)
- 1961: Santa Lucia/Addio ammore (Philips, 363 568 PF)
- 1962: Era de maggio/Furturella (Philips, 363 600 PF)
- 1963: Canzona preputente/Libertà provvisoria (Europlay, NA 3003)
- 1963: Confessalo/Munasterio 'e Santa Chiara (Europlay, NA 3004)
- 1964: Canzone d'ammore/Tenerezza e lontananza (Italbeat, FC 0001)
- 1966: 'A strada 'e ll'ammore/Senza Maria (Italbeat, FC 2211)
- 1967: Un giorno mi ringrazierai/Se non ci sei (Italbeat, FC 2241)
- 1967: O stasera o mai/Luna luna (Italbeat, FC 2251)
- 1968: Allo spuntar degli alberi e del sole/La domenica andando alla messa (Italbeat, FC 3508)
- 1968: La canzone di Padre Pio/Pater noster (Opervoks, Giscades 001; nel lato B Padre Pellegrino Cappuccino rievoca Padre Pio)
- 1969: Ciente appuntamente/Senza Maria (Hello, HR 3008)
- 1970: Tarantellissima/Che bene voglio a tte! (Hello, HR 6004)
- 1970: Ma che vvuò!/'O meglio guappo (Hello, HR 9033)
- 1971: Stella nera/Nun te cerco perdono (Hello, HR 9060)
- 1972: 'O bastone di mio nonno/'O pigno (Hello, HR 9095)
- 1975: Nun m'arrenne/Resta ancora mia (Hello, NP 9172)

### Album
- 1970: Napoli '70 Numero 1 (Hello, HR 1016)
- 1970: Napoli '70 Numero 2 (Hello, HR 1017)

## Filmografia
- Porca miseria!, regia di Giorgio Bianchi (1951)
- Cuore di spia, regia di Renato Borraccetti (1953)
- L'oro di Napoli, regia di Vittorio De Sica (1954)
- Sorrisi e canzoni, regia di Luigi Capuano (1958)